# Albrecht III. von Werdenberg-Heiligenberg-Bludenz
Albrecht III. von Werdenberg-Heiligenberg-Bludenz (* in der zweiten Hälfte des 14. Jahrhunderts; † 1420, vermutlich in Bludenz) war der letzte Graf von Bludenz. Nach seinem Tod kam seine Grafschaft im heutigen Vorarlberg an die Herzöge von Österreich.

## Herkunft

Wappen der Grafen von Werdenberg-Heiligenberg

Albrecht III. entstammte dem schwäbischen Adel. Seine Familie, ein Zweig der Grafen von Werdenberg und eine Nebenlinie der Grafen von Montfort, waren Nachfahren der Pfalzgrafen von Tübingen. Der Heiligenberger Zweig der Werdenberger geht auf Graf Hugo I. von Werdenberg-Heiligenberg († 1280) zurück. Dessen Enkel, Graf Albrecht I. von Werdenberg-Heiligenberg († um 1365), war in eine Fehde mit Graf Rudolf IV. von Montfort-Feldkirch († um 1375) verwickelt, von der die Herzöge von Österreich profitierten.
Albrecht III. war einer der vier Enkel von Graf Albrecht I. Bei den Herrschaftsteilungen mit seinen Brüdern in den Jahren 1377/78 und 1387 erhielt er die Grafschaft Bludenz mit den Herrschaften Eglofs und Schellenberg, wo er die Linie Werdenberg-Heiligenberg-Bludenz begründete, die bereits mit seinem Tod in männlicher Linie erlosch.
Katharina von Werdenberg-Heiligenberg, die Mutter des Grafen Friedrich VII. von Toggenburg, war eine seiner Schwestern. Brüder von ihm waren der gleichnamige Graf Albrecht IV. von Werdenberg-Heiligenberg († um 1416), der über die Grafschaft Heiligenberg herrschte, und Graf Heinrich IV. von Werdenberg-Rheineck († um 1392). Außerdem war er ein Onkel des Grafen Rudolf II. von Werdenberg-Rheineck.

## Nachkommen
Albrecht III. war seit 1383 mit Gräfin Ursula von Schaunberg († nach 10. August 1412), einer Tochter von Grafen Heinrich VII. von Schaunberg († 1390) und von Gräfin Ursula von Görz zu Schöneck, Neuhaus und Uttenstein († nach 1383), verheiratet. Aus dieser Ehe hatte er einen Sohn und fünf Töchter.
- Kunigunde (* um 1385; † zwischen 5. Februar 1438 und 26. November 1443) ⚭ (um 1404) mit Graf Wilhelm V. von Montfort-Tettnang († um 1439); Nachkommen. Sie führte später ein Allianzwappen, links das Montforterwappen ihres Ehemanns, rechts als ihr Familienwappen die Heiligenberger Stiege.[6] Um 1404 ließ ihr Ehemann ihren Vater vorübergehend gefangen nehmen, was die Herzoge von Österreich als Vorwand für eine militärische Aktion gegen Graf Wilhelm V. nutzten.[7]
- Agnes (* um 1385; † nach dem 24. Juni 1427 und vor 1436) ⚭ 1. (um 1404) mit Graf Heinrich VI. von Rottenburg († 1411); ⚭ 2. (1415) mit Graf Eberhard VI. von Kirchberg († 1440); aus beiden Ehen Nachkommen.[8]
- Johann III. (* um / nach 1394; † vermutlich vor dem 31. Oktober 1412[9])
- Verena (Frena) (* um 1390/95; † nach dem 27. Mai 1441) ⚭ (um 1412) mit Graf Wolfhart (Wolfhard) V. von Brandis († 1456); Nachkommen.[10] Als Freiherr von Blumenegg gehörte Graf Wolfhart zu den „reichsunmittelbaren“ Adeligen. 1417 wurde er von König Siegmund mit dem Blutbann belehnt, 1430 erhielt er das Privileg, dass gegen seine Untertanen nur von einem Gericht der Grafen von Brandis Klage geführt werden durfte.[11]
- Katharina (* um 1395; † nach dem 21. Dezember 1439) ⚭ (um 1415) mit Graf Hans (Johann) von Sax-Misox († 1427); zwei Söhne und zwei Töchter. Ihr Allianzsiegel zeigt das Wappen ihres Ehemanns und das ihr eigenes Heiligenberger Wappen.[12]
- Margaretha (* um / nach 1400; † vor dem 1. März 1443) ⚭ (um 1425) mit Freiherr Thüring von Aarburg († 1457); eine Tochter. Sie führte in ihrem Allianzwappen das Aarburger Wappen ihres Ehemanns und ihr Heiligenberger Wappen.[13]

Alle Töchter (außer Agnes) beziehungsweise ihre Nachkommen erbten nach dem Tod des letzten Grafen von Toggenburg im Jahr 1436 Teile von dessen Erbe.

## Leben
Graf Albrecht III. amtierte 1382 als österreichischer Landvogt in Schwaben und schloss 1391 ein Bündnis mit der Stadt und Herrschaft Feldkirch, die 1379 durch einen Kauf unter die Herrschaft der Herzöge von Österreich gekommen war. Da er keine „erbfähigen“ Nachkommen hatte, verkaufte er im Jahr 1394 seine Grafschaft Bludenz mit dem Montafon an Herzog Albrecht III. von Österreich. Die vertraglichen Bestimmungen beließen ihm allerdings die Herrschaft in seiner Grafschaft auf Lebenszeit und ein Rückkaufrecht für den Fall, dass ihm doch noch ein Sohn geboren werden sollte.
1396 war er österreichischer Vogt der Herrschaft Feldkirch. Während der Appenzellerkriege hielt er sich von ca. 1405 bis 1408 im Exil auf Schloss Rothenfels im Allgäu auf. Während des Konzils von Konstanz stand er loyal zu Herzog Friedrich IV. von Österreich, wobei er seine Untertanen auf seiner Seite gehabt haben dürfte. Auf Befehl von König Siegmund sagten ihm mehrere Städte der Bodensee-Region die Fehde an, dieser erklärte ihn für abgesetzt und forderte seine Untertanen auf, ihn als König zu huldigen und ihren Stadtherrn zu verjagen, wobei er über Friedrich von Toggenburg nach der Eroberung der Grafschaft Feldkirch mit Krieg drohte. Graf Albrecht III. und seine Untertanen leisteten jedoch Widerstand und blieben auf Seite der Herzöge von Österreich. 
Nach Albrechts Tod kam seine Grafschaft ohne Komplikationen an die Herzöge von Österreich. Sein einziger Sohn war bereits um 1412 verstorben, seine fünf Töchter erhielten eine finanzielle Abfindung.

## Legendenbildung
- Von seinen Zeitgenossen wurde Graf Albrecht III. Albrecht der Friedfertige oder Albrecht der Leutselige genannt.
- Über die Zeit, die er mit seiner Familie während Appenzellerkriege bis zu seiner Rückkehr um 1408 im Exil verbrachte, bildete sich eine Legende, die besonders im 20. Jahrhundert in der Landesgeschichtsschreibung von Vorarlberg verbreitet war und einen wahren Kern dürfte. Danach soll er mit Rücksicht auf die damalige politische Lage und das Wohl seiner Untertanen freiwillig die Verbannung gewählt haben, um ihnen so ihre Parteinahme für die Appenzeller zu erleichtern.[20]